# 엉덩뼈
엉덩뼈(ilium) 또는 장골(腸骨)은 골반을 구성하는 뼈 중에 가장 큰 뼈로서 제일 상단부에 위치하며, 포유류, 조류를 포함한 대부분의 척추동물에 존재하지만 경골어류에는 존재하지 않는다. 파충류에도 뱀을 제외하고 대부분 엉덩뼈가 있으며, 특정 뱀 종류에는 엉덩뼈로 추정되는 작은 뼈가 있다.
영문 명칭 'ilium'은 라틴어인 'ile, ilis'에서 기원했으며 그 뜻은 사타구니, 또는 옆구리이다.
사람의 엉덩뼈는 몸통(body)와 날개(wing) 두 부분으로 나눌 수 있다. 나누는 기준은 볼기뼈절구의 가장자리와, 활꼴선(arcuate line)을 이은 가상선이다.

## 몸통
몸통(body, corpus ossis ilii)은 볼기뼈 절구(acetabulum)의 약 2/5를 형성하는 부분이다.
바깥면의 일부는 관절면이고 일부는 비관절면이다. 관절면 부분은 볼기뼈절구의 반달면(lunate surface)을 형성하며, 비관절면 부분은 절구오목(ac작은골반(lesser pelvis)의 벽 일부를 형성하여, 속폐쇄근(Obturator intuernus muscle)의 기시부가 된다.
아래로는 궁둥뼈(ischium), 두덩뼈(pubis)와 연결되는데, 서로의 유합은 육안으로 감별하기 힘들다.

## 날개
날개(wing, ala ossis ilii)는 몸통을 제외한 윗부분의 크고 널찍한 구조로, 큰골반(greater pelvis)과 연결된다. 날개는 두개의 면(바깥면, 속면)과 하나의 능선(crest), 그리고 두개의 모서리(앞모서리, 뒤모서리)로 구성된다.

## 너비
사람의 엉덩뼈 너비는 양쪽 엉덩뼈의 상단부 바깥경계 사이의 거리이다.
엉덩뼈 너비 측정은 산과에서 유용한데, 왜냐하면 골반이 특별히 너무 작거나 너무 크면 산과적 합병증을 유발할 수 있기 때문이다. 예를 들어, 골반의 작은 크기에 비해 아기가 큰 경우 제왕절개를 하지 않으면 사망할 수도 있다.
성인 여성의 평균너비는 28cm이다.

인류학자들이 사용하는 측경기(測徑器)를 사용하면 좀더 수월하게 측정할 수 있다. 골반계(骨盤計)라고도 한다. 골반의 굽어진 부분까지 포함하여 정확하게 측정하기 위해 줄자를 이용하는 경우도 있다. 인류학자들은 체질량을 측정하기 위해 엉덩뼈 너비를 측정하기도 한다.

## 같이 보기
- 엉덩뼈능선
- 엉덩이
- 인체 골격

## 추가 이미지

다리이음뼈
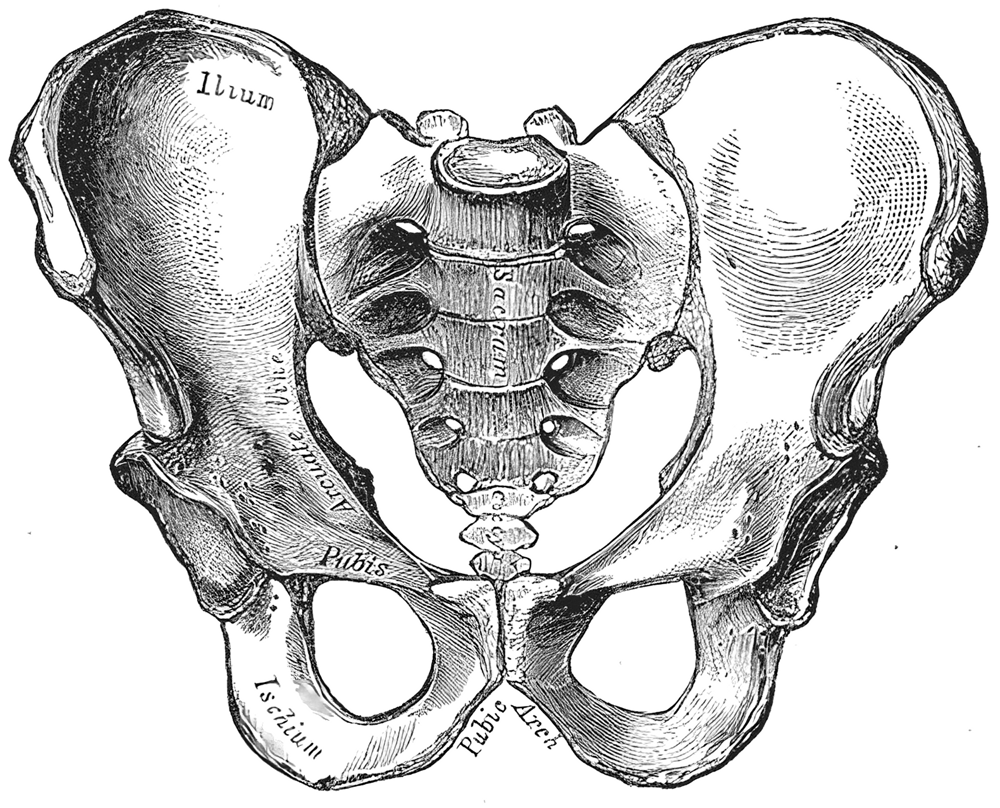
남성의 골반
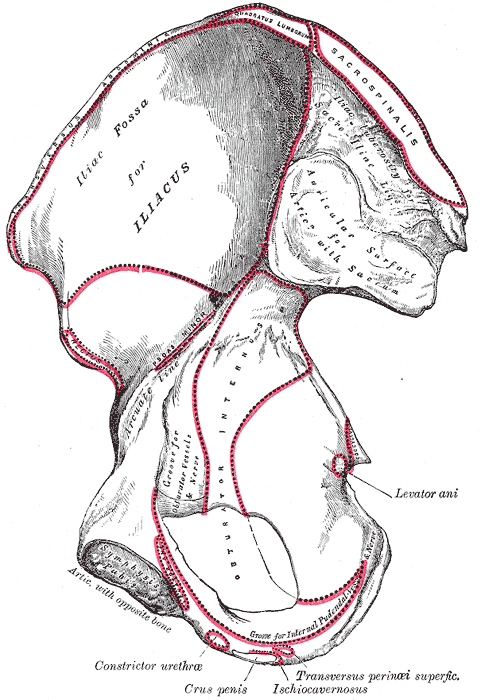
오른쪽 볼기뼈. 속면
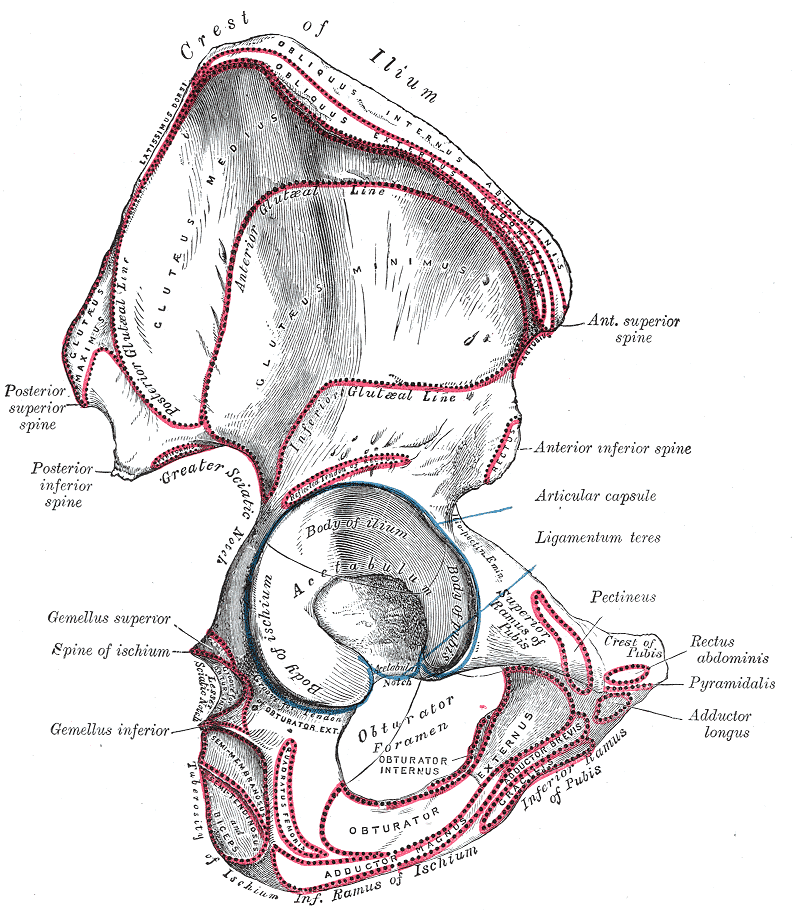
오른쪽 볼기뼈. 바깥면 (파란 원이 엉덩뼈의 몸통, 그 위의 나머지 부분이 날개)
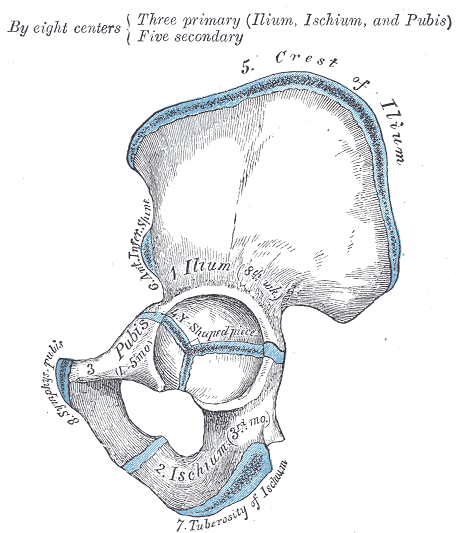
볼기뼈의 평면도
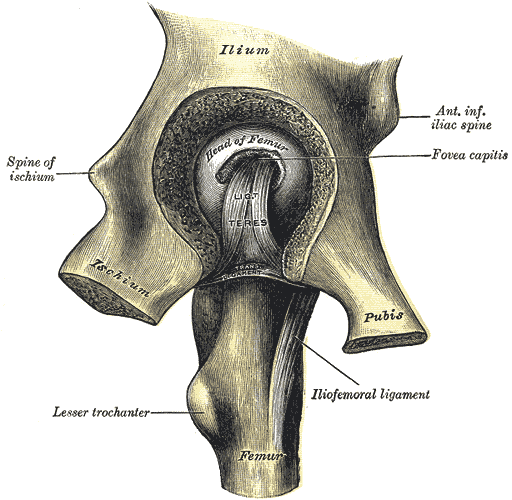
왼쪽 엉덩관절. 볼기뼈절구 바닥을 제거하고 안쪽에서 바라본 모습
골반